# Transformers Prime
Transformers Prime är en animerad serie som sändes i Cartoon Network. Serien hade premiär 2010.

## Svenska röster
- Stephan Karlsén - Optimus Prime
- Christian Fex - Ratchet
- Anneli Heed - Arcee
- Johan Hedenberg - Megatron
- Gunnar Ernblad - Starscream, Unicron
- Daniel Goldmann - Knockout
- Adam Fietz - Agent William "Bill" Fowler
- Urban Wrethagen - Breakdown / Dreadwing / Skyquake